# Al-Nasr SC (Dubai)
Al-Nasr Sports Club (în arabă نادي النصر الرياضي) este un club de fotbal din Dubai, Emiratele Arabe Unite, care evoluează în UAE Football League. Al-Nasr, tradus literalmente "victorie" din arabă, a fost fondat în 1945 și este considerat cel mai vechi club din Emiratele Arabe Unite.

## Palmares
- UAE League:
  - Campioană : 1978, 1979, 1986

- UAE Emir Cup:
  - Câștigătoare : 1985, 1986, 1989

- UAE Union Cup:
  - Câștigătoare : 1988, 2000, 2002

## Jucători marcanți
- Mark Bresciano
- Careca
- Renato
- Valder
- Amara Diané
- Carlos Tenorio
- Ismaël Bangoura
- Hussein Alaa Hussein
- Luca Toni
- Takayuki Morimoto
- Manaf Alshamsi
- Endurance Idahor
- Ionuț Rada
- Nenad Jestrović
- Mamam Cherif Touré
- Mohamed Omar
- Salem Saad

## Antrenori
- Walter Zenga (1 ianuarie 2011–13 iunie 2013)
- Dan Petrescu (29 octombrie 2016 – 26 mai 2017)